# Jonas Holdenrieder
Jonas Holdenrieder (* 26. November 1999 in München) ist ein deutscher Nachwuchsschauspieler.

## Leben
Jonas Holdenrieder wurde 1999 in München geboren. Während seiner Schulzeit gewann er in den Jahren 2012, 2013 und 2014 den bayerischen „Jugend musiziert“-Wettbewerb und belegte 2012 den zweiten Platz im Landeswettbewerb. Seine erste Rolle in einer Fernsehserie erhielt Holdenrieder in Für immer Frühling von Michael Karen. Im darauffolgenden Jahr erhielt er als Vincent in Omamamia von Tomy Wigand seine erste Filmrolle. In Alain Gsponers Romanverfilmung Das kleine Gespenst war Holdenrieder in der Hauptrolle des Grundschülers Karl zu sehen. Es folgten Rollen in Fack ju Göhte und in der Filmreihe Die Vampirschwestern. Ab 2016 war Holdenrieder in der Fernsehfilmreihe Marie fängt Feuer zu sehen, zudem spielte er in dem für den Max-Ophüls-Preis nominierten Kurzfilm Mein rechter, rechter Platz ist frei eine Hauptrolle. Beim Filmfestival Max Ophüls Preis feiert im Januar 2021 auch der Thriller Trübe Wolken von Christian Schäfer seine Premiere, mit Holdenrieder in der Hauptrolle. 
Jonas Holdenrieder schloss 2018 die Schule mit Fachabitur ab und lebt in der Nähe von München.
Seit 2020 besucht er die Hochschule für Schauspielkunst Ernst Busch in Berlin.

## Filmografie
- 2011: Für immer Frühling
- 2012: Omamamia
- 2012: Die Vampirschwestern
- 2013: Das kleine Gespenst
- 2013: Fack ju Göhte
- 2014: Die Vampirschwestern 2 – Fledermäuse im Bauch
- 2016: Die Vampirschwestern 3 – Reise nach Transsilvanien
- seit 2016: Marie fängt Feuer (Fernsehserie)
- 2018: Mein rechter, rechter Platz ist frei
- 2018: Ballon
- 2019: In aller Freundschaft – Die jungen Ärzte (Fernsehserie, Folge Hundstage)
- 2020: Tatort: Unklare Lage
- 2020: Um Himmels Willen: Familienkrise
- 2020: Gott, du kannst ein Arsch sein!
- 2021: Nord Nord Mord (Fernsehserie, Folge Sievers und der goldene Fisch)
- 2021: Trübe Wolken
- 2021: Schlafschafe (Fernsehserie)
- 2021: Am Anschlag – Die Macht der Kränkung (Fernsehserie)
- 2022: Rumspringa – Ein Amish in Berlin
- 2024: Disko 76 (Streaming-Serie)

## Hörspiele
- 2025: Forever Club – Mystery-Hörspiel-Podcast von Jette Volland, WDR[3]

## Auszeichnungen
Filmfestival Max Ophüls Preis
- 2021: Auszeichnung als Bester Schauspielnachwuchs (Trübe Wolken)

Gijón International Film Festival
- 2013: Auszeichnung mit dem Young Audience Award („Enfants Terribles“) in der Sektion Kinderfilm (Das kleine Gespenst)[4]

New Faces Award
- 2022: Nominierung als Bester Nachwuchsschauspieler (Rumspringa)[5]

Romy
- 2021: Nominierung als Beliebtester Nachwuchsdarsteller